# 町田 (市原市)
町田（まちだ）は、千葉県市原市の五井地区にある大字。郵便番号は290-0267。

## 概要
千葉県市原市の五井地区にある大字である。主に水田を中心として、一部果樹園なども点在する耕作地帯である。
町田地区は中央に水田を挟み、南北に分かれる地勢となっている。北部の一部を「河原」といい、西南の一部を「中島」あるいは「川瀬」といい、中間の水田地帯を「古河」と呼んだ。

## 地理
大部分は養老川左岸（西南岸）に所在し、わずかに右岸側にも領域がある。両岸は陸路で直接結ばれていないが、上流側近傍に柳原橋がある。
町田は西から北へ廿五里と接する。領域北東部の養老川右岸で、廿五里・村上・柳原と接する。養老川左岸では西で柳原と、南で今富と、南西で海保とそれぞれ接する。

## 歴史

### 前近代
古くは海上郡に属し、海保荘の一部であった。戦国期には「町田郷」の地名が現れ、永禄3年10月14日の北条氏朱印状写に、知行主と思われる村上民部大輔の要望によって町田郷が守護不入の地とされている。
江戸時代初期の寛永16年、村は川瀬組と中島組に分かれた。姉崎二十五郷では海保村五郷組合に属した。
江戸時代の中頃まで、柳原から町田にかけて村の中央を養老川が流れており、しばしば水害をもたらした。洪水の害は甚だしく、廿五里と同様にしばしば集落ごとの移転を余儀なくされた。寛政9年（1797年）9月の洪水の被害は甚大で、家屋13戸が流出し、人畜が溺死した。ただしこれにより養老川の流路が変わり、旧河道は水田化した。

### 近代

#### 明治初年から町村制施行まで
明治元年（1867年）7月に町田村は川瀬組・中島組ともに菊間藩領となる。明治4年（1871年）に廃藩置県により菊間県、同年末には府県統合により木更津県所属となり、1873年（明治6年）6月に千葉県所属となった。
1878年（明治11年）には海保村と連合戸長役場を設置した。

#### 町村制施行以後
1889年（明治22年）4月、廿五里村・野毛村・町田村・海保村・島野村・飯沼村が合併して東海村が編成され、かつての町田村は東海村の大字「町田」となった。

### 現代
1954年（昭和29年）に東海村は五井町の一部となった。1963年（昭和38年）5月1日、市原町・五井町など市原郡の5町が合併し、市原市が発足した（新設合併）。これにより町田も市原市の大字となった。

## 世帯数と人口
2022年4月1日現在の世帯数と人口は以下の通りである。
| 町丁字 | 世帯数 | 人口  |
| ------ | ------ | ----- |
| 町田   | 64世帯 | 157人 |

## 通学区域
市立小中学校及び県立高校へ通学する場合の通学区域は以下の通りである。
| 町丁字 | 番地 | 小学校             | 中学校             | 県立高校 |
| ------ | ---- | ------------------ | ------------------ | -------- |
| 町田   | 全域 | 市原市立東海小学校 | 市原市立東海中学校 | 第9学区  |

## 施設
- 町田熊野神社[10]
- 不動院[10]

## 交通

### 道路
- 東日本高速道路館山自動車道
- 千葉県道139号茂原五井線